# Атуспария, Педро Пабло
Педро Пабло Атуспария Анхелес (Атуспариа, кечуа Pedro Pablo Atusparia Ángeles; предположительно 29 июня 1840, окрестности города Уарас — предположительно 25 августа 1887, там же) — перуанский крестьянин, индеец-кечуа, руководитель индейского восстания в городе Уарас в 1885 году.

## Биография
В современных перуанских источниках указывается дата рождения Атуспарии, однако подробностей о его детстве, юности и молодости практически нет. Историк Сантьяго Магинья указывает, что Атуспария был сыном бедной женщины, брошенной мужем и работавшей горничной в богатом доме; достоверно известно лишь то, что он был неграмотным, как и абсолютное большинство перуанских крестьян XIX века, и занимался земледельческим трудом; 9 октября 1869 года женился, в браке имел четырёх детей, а на Рождество 1884 года был выбран алькальдом (сельским старостой) деревни Марьян.
В начале 1885 года Атуспария вошёл в состав делегации из 39 деревенских алькальдов, отправившихся жаловаться на Франсиско Норьегу, префекта Уараса, известного своими злоупотреблениями и жестокостями в отношении крестьян-индейцев, у которых он отбирал земельные участки и принуждал платить высокие налоги и нести тяжёлые трудовые повинности. Жалоба алькальдов («мемориал» с перечислением обид и притеснений) была отклонена властями города, а Атуспария по приказу самого Норьеги был арестован и в тюрьме подвергнут пыткам с целью выяснить, кто был инициатором жалобы. 

### Восстание
В ответ на просьбу жителей Марьяна и других алькальдов освободить Атуспарию, субпрефект Хавьер Колласос объявил, что освободит Атуспарию не раньше, чем у всех алькальдов будут отрезаны косы, с древних времён являвшиеся у кечуанских старост символом их статуса, после чего приказал арестовать их и отрезать у них косы. Восприняв это как тяжёлое оскорбление, большое количество индейцев во главе с бывшим рудокопом Педро Кочачином Ушсу 1 марта 1885 года ворвалось в Уарас; вооружённые камнями, лопатами и самодельными мачете, они на протяжении двух дней вели бои с городской стражей и сумели занять здание тюрьмы, освободив Атуспарию и провозгласив его своим лидером, а также захватив армейские казармы; есть сведения, что Атуспария безуспешно пытался удержать их от грабежей городских магазинов. После погрома восставшие покинули город и разбили лагерь на соседних холмах.
В скором времени восстание распространилось на всю область Кальехон-де-Уялас, к нему примыкали сотни индейских крестьян. 4 марта 1885 года под командованием Атуспарии и Кочачина находилось более 8000 человек с тремя сотнями винтовок и порохом, взятыми в захваченных казармах; одной из групп восставших, осадившей и спустя месяц взявшей город Янгай, удалось захватить на складе горнодобывающей компании рядом с ним 40 ящиков динамита, после чего они стали угрожать подрывом коммуникаций в Уарасе и Янгае. Из Лимы на борьбу с восставшими были отправлены войска под командованием полковника Хосе Ираолы в составе двух батальонов пехоты, двух артиллерийских бригад и кавалерийского полка; повстанцам удавалось отбивать их атаки на протяжении более чем двух месяцев, однако затем Ираола смог восстановить перуанский контроль сначала над Янгаем, затем над Уарасом.
Ход и завершение восстания плохо документированы в перуанской историографии. Известно, что в сражении 4 мая, проигранном восставшими, Атуспария получил ранение в ногу и первоначально укрылся в доме испаноязычных крестьян, но почти сразу же сдался в плен в обмен на гарантии Ираолы сохранить его жизнь, после чего был доставлен в тюрьму в Лимею.
В июне 1886 года Атуспария был помилован новым президентом страны Касересом и возвратился в Марьян. По одной из версий, он умер во время эпидемии тифа, случившейся в Кальехон-де-Уялас спустя два года, по другой, распространённой в народном фольклоре и отвергаемой серьёзными историками, — был отравлен другими алькальдами, считавшими его предателем и заставившими выпить яд.
Большая часть индейцев после пленения Атуспарии в период с 12 по 23 мая сложила оружие, однако некоторое количество восставших во главе с Ушсу, принимавшим к себе исключительно индейцев-кечуа, продолжила сопротивление, которое прекратилось лишь с пленением и казнью Ушсу в августе 1885 года.

## Память
В современном Перу Атуспария почитается как национальный герой и борец за права крестьян, однако среди историков отношение к нему неоднозначное: одни считают восстание 1885 года крупным эпизодом не только крестьянского, но и индейского (и направленного против власти белых) движения в Латинской Америке, в то время как другие утверждают, что это событие не оказало серьёзного влияния на дальнейшую историю страны.